# 10. stoljeće
◄ | 1. tisućljeće pr. Kr. | 1. tisućljeće | 2. tisućljeće | ►
◄ | 8. stoljeće | 9. stoljeće | 10. stoljeće | 11. stoljeće | 12. stoljeće | ►
900-ih | 910-ih | 920-ih | 930-ih | 940-ih | 950-ih | 960-ih | 970-ih | 980-ih | 990-ih
10. stoljeće je je razdoblje od 901. do  1000. godine.

## Glavni događaji i razvoji
- Krunjenje kralja Tomislava 925., Tomislavova vojska 926. porazila bugarskog cara Simeona
- Trajno naseljavanje Mađara u Panonsku nizinu.
- Neretvani se sukobljavaju s romanskim stanovništvom na otoku Mljetu i pobjeđuju u sukobu, što rezultira povlačenjem Rimljana s otoka, čime završava njihova, deset stoljeća duga, vlast na otoku. Mljet postaje dio Neretvanske kneževine.

## Osobe
- kralj Tomislav
- papa Ivan X.